# Besäumen
Besäumen ist das Abtrennen der Baumkante einer Bohle mit Hilfe eines Sägegerätes. Als Baumkante, auch Fehlkante oder Waldsaum, bezeichnet man bei Nutzholz die Borke (Rinde) bis zum Kambium, der Wachstumsschicht, die am Holz eine glatte Oberfläche ergibt.
Beim Besäumen wird, meist mit Hilfe einer speziellen Besäumkreissäge oder Tisch-/Formatkreissäge, ein Brett von den restlichen Bestandteilen einer Bohle getrennt. Diese Bestandteile sind Rinde, Borke etc. Es gibt neben dem einfachen Besäumen auch das Parallelbesäumen. Unter diesem Verfahren ist nicht nur das Abtrennen der Restbestandteile zu verstehen, sondern auch das Parallelschneiden der Brettkanten, welche in Längs-/Maserform zum Brett verlaufen.
Beim Besäumen ist es sehr wichtig, darauf zu achten, dass so viele Reste entfernt werden wie möglich, sonst verliert das Holz an Wert und kann in der Weiterverarbeitung den Wert des Gesamtstücks erheblich herabsetzen. Andererseits soll aber möglichst wenig Verschnitt entstehen. Bei Eichenbohlen muss zusätzlich der Splint abgetrennt werden, da er nur geringe Festigkeit aufweist und nicht witterungsbeständig ist.
Die Verschnittraten liegen zwischen 75 % und 95 %. Der Unterschied ergibt sich dadurch, dass elektronisch gesteuerte Maschinen wesentlich genauer arbeiten können als der Mensch.